# Admit It
Admit It è un brano musicale della cantante olandese Esmée Denters, estratto come secondo singolo promozionale dal suo album di debutto Outta Here. È stato pubblicato il 4 settembre 2009 nei Paesi Bassi. Nel Regno Unito è stato invece pubblicato il 28 dicembre dello stesso anno sotto un'etichetta discografica differente. È stato prodotto da Justin Timberlake e Toby Gad ed è stato scritto da Esmée Denters e Toby Gad.
Il video musicale del brano è stato filmato a Los Angeles ed è stato diretto da Kenneth Cappello. È stato trasmesso per la prima volta il 3 settembre 2009 sul canale musicale olandese TMF. La cantante ha parlato del video: "Già quando ho scritto questa canzone pensavo a un video che la potesse accompagnare in qualche modo. È una canzone divertente, e ho voluto mostrarlo nel video. Così io e una mia amica abbiamo iniziato a scrivere una storia per il video e l'abbiamo mostrata al regista, Kenneth Cappello. Ha fatto un ottimo lavoro stando fedele alla storia che avevamo scritto."

## Classifiche
| Classifica (2009/2010) | Posizione massima |
| ---------------------- | ----------------- |
| Paesi Bassi            | 28                |
| Regno Unito            | 56                |

## Pubblicazione
| Paese       | Data             | Etichetta       | Formati               |
| ----------- | ---------------- | --------------- | --------------------- |
| Paesi Bassi | 4 settembre 2009 | Universal Music | CD, download digitale |
| Regno Unito | 28 dicembre 2009 | Polydor         | CD, download digitale |